# قصر البنت (البتراء)
قصر البنت مبنى أثري يعود تاريخه إلى حضارة الأنباط في الأردن، وتحديدًا في القرن الأول الميلادي. يقع في المحمية الأثرية بمدينة البتراء في جنوب البلاد. وهو واحد من المعابد الرئيسية في المدينة، وأحد المباني القليلة التي تم بناؤها بدلاً من حفرها في الصخور كما كان مُعتاد عند الأنباط في البتراء.

## الإنشاء

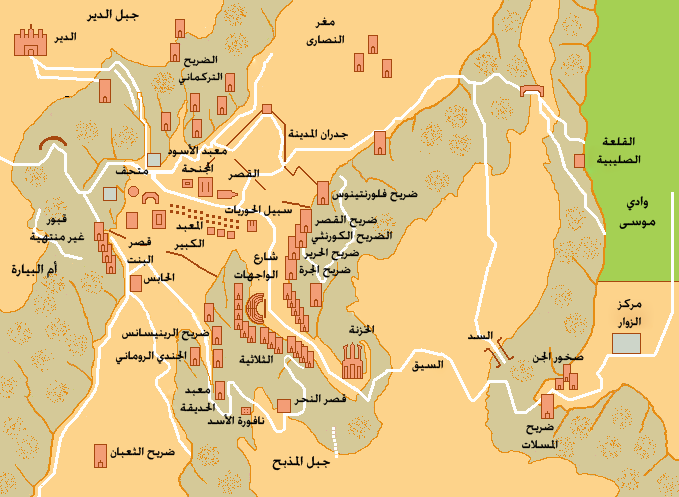
خريطة مدينة البتراء الأثرية، حيث يقع قصر البنت.

تم بناء قصر البنت حوالي 30 ق.م. بارتفاع 23 مترًا. يُعرف هذا المبنى بصموده رغم الزلازل في البتراء وذلك بسبب طريقه بناءه باستخدام مداميك وضع فيها خشب العرعر بين المداميك الحجرية مما جعل جدرانه أكثر طواعية للحركة أثناء الزلازل. إن الحنية التي تقع على يمين الساحة الامامية لقصر البنت كانت قد صممت أصلا لتخليد الإمبراطور الروماني وعائلته عندما احتل الرومان البتراء، حيث أن هذا التقليد معروف عند الرومان.
كان هذا المعبد مخصصًا لواحدة من الآلهة الرئيسية، ويجادل البعض أن هذه الآلهة هي اللات فيما يعتقد آخرون أنها العزى، ورأى آخرون أنه للإله الأعلى ذو الشرى. وكان من المثير للنقاش علاقة هذا المعبد بالإلهة إيزيس المعبودة المصرية، وكان ذلك من الظواهر المستغربة. وقد أطلق البدو عليه اسم «قصر البنت» نسبةً إلى ابنة فرعون.

## معرض صور

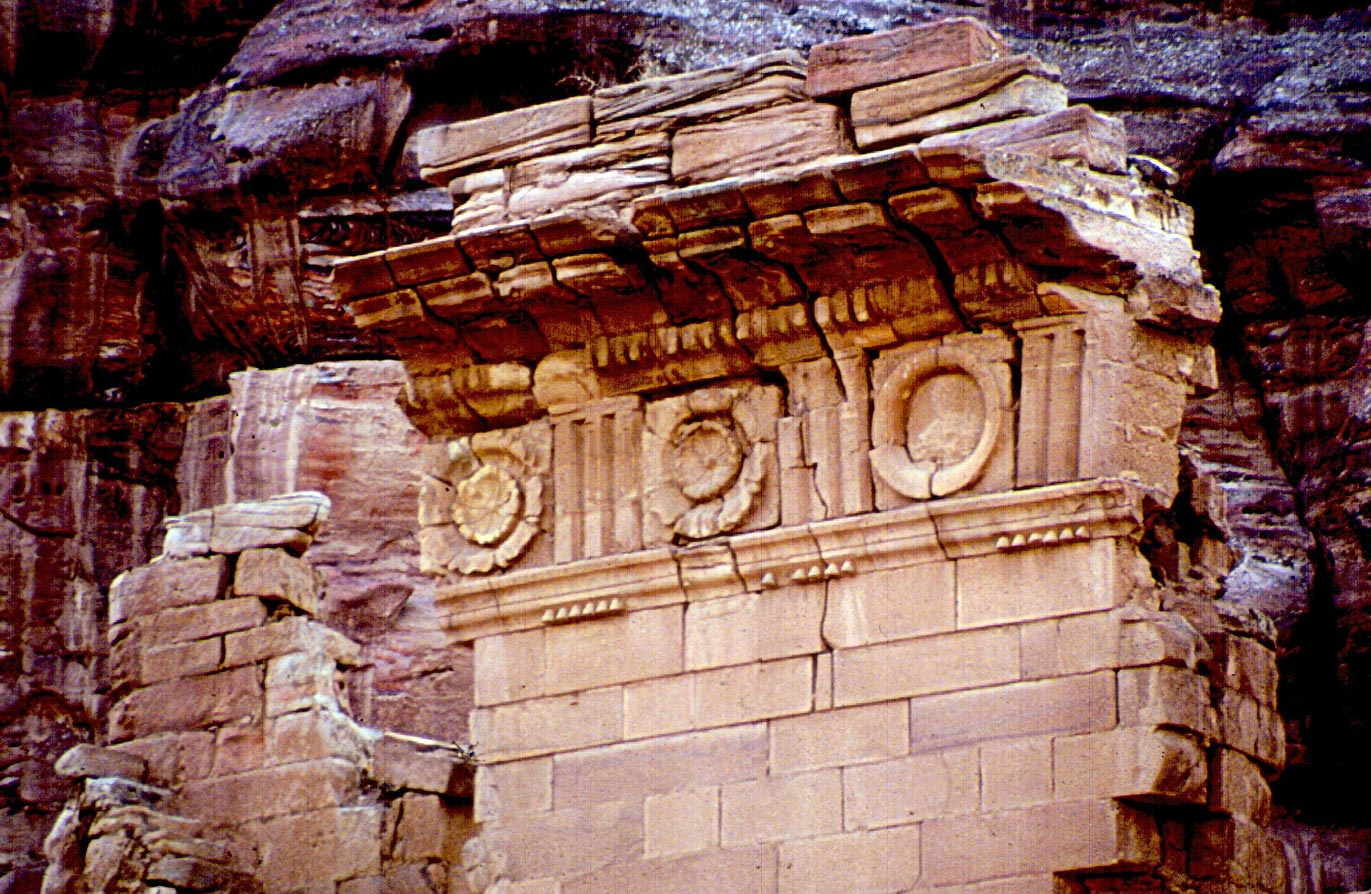
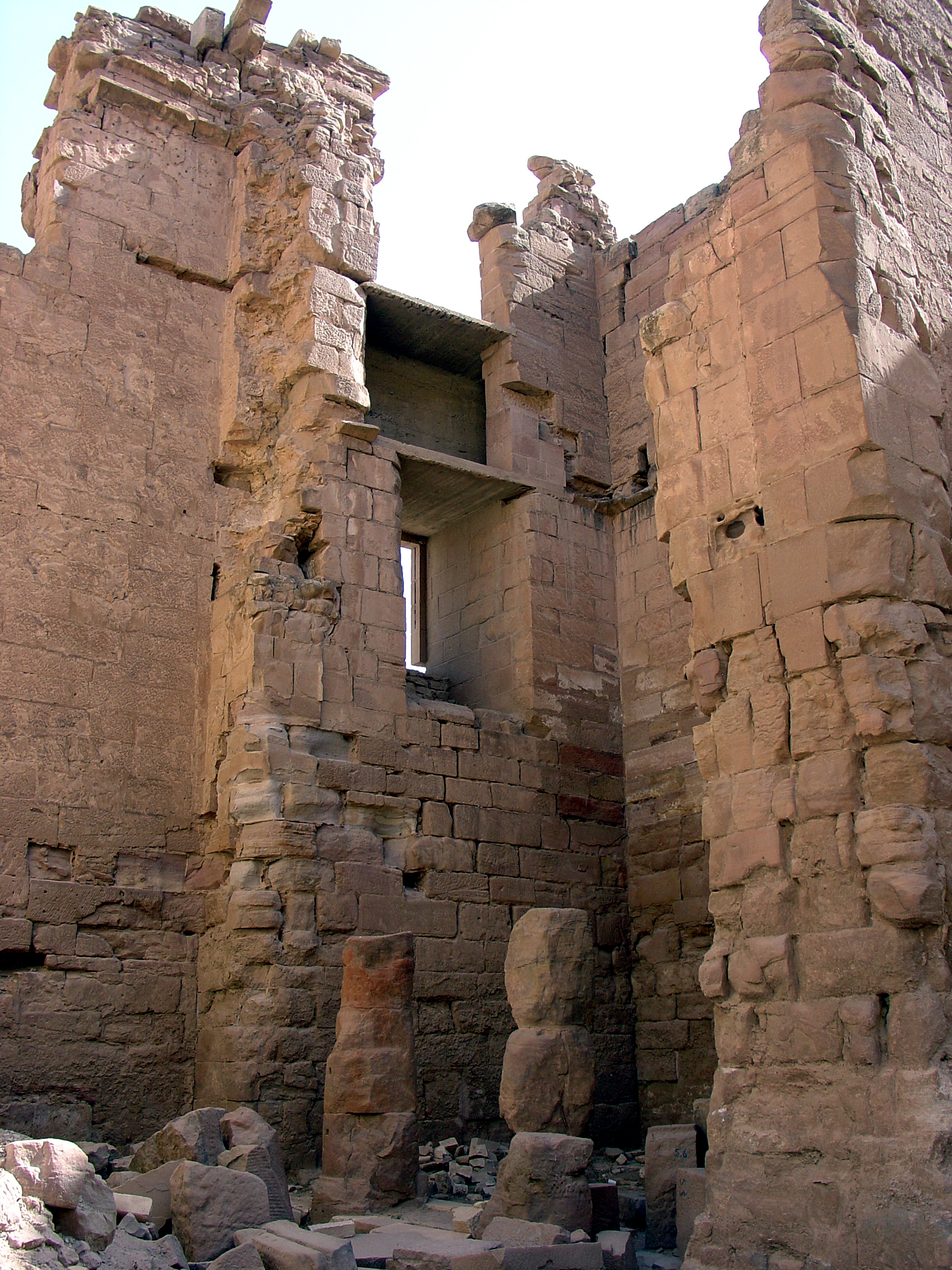
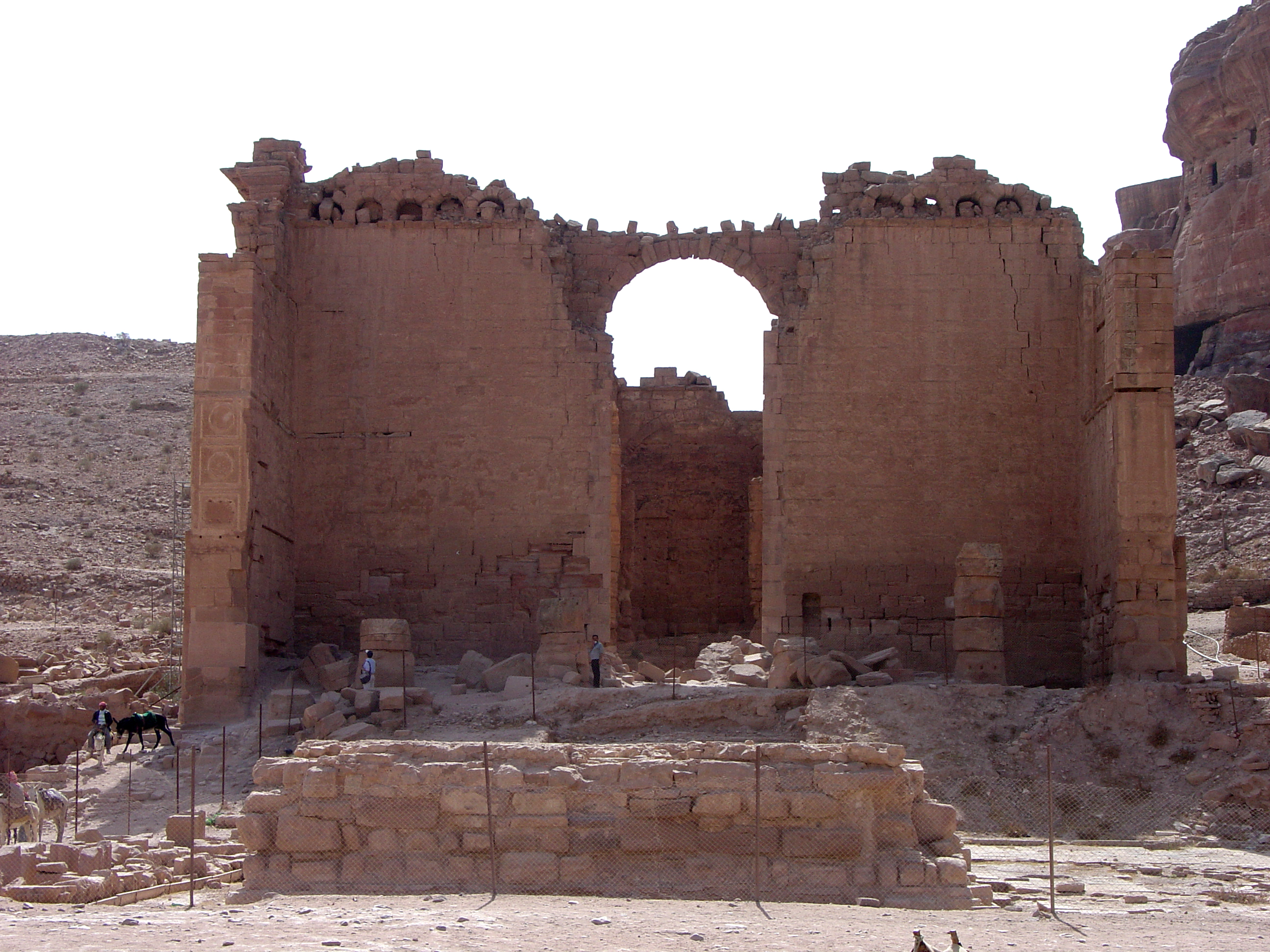